# Дин, Кристиан
Кри́стиан Дин (англ. Christian Dean; род. 14 марта 1993, Ист-Пало-Алто, Калифорния) — американский футболист, центральный защитник.

## Карьера

### Университетский футбол
Во время обучения в Калифорнийском университете в Беркли в 2011—2013 годах Дин играл за университетскую футбольную команду в Национальной ассоциации студенческого спорта.

### Клубная карьера
В январе 2014 года Дин подписал контракт с MLS по программе Generation Adidas и на Супердрафте был выбран под общим третьим номером клубом «Ванкувер Уайткэпс». Его профессиональный дебют состоялся 16 марта 2014 года в матче против «Чивас США», в котором он вышел на замену на 77-минуте вместо Энди О’Брайена. 4 июля 2015 года в составе фарм-клуба «Уайткэпс 2» в матче против «Сиэтл Саундерс 2» он забил свой первый гол в профессиональной карьере. Из-за травм Дин пропустил сезон 2016 полностью: в начале марта, перед стартом сезона, на тренировке он получил перелом пятой плюсневой кости левой стопы, а после, 25 мая также на тренировке у него случился разрыв латерального мениска правого коленного сустава.
9 августа 2017 года Дин перешёл в «Чикаго Файр» за $50 тыс. общих распределительных средств, опциональных $50 тыс. целевых распределительных средств и процент от стоимостей будущих трансферов. За «Чикаго Файр» он дебютировал 16 августа в матче против «Монреаль Импакт», заменив на 5-й минуте травмировавшегося Жуана Мейру. 26 августа в матче против «Миннесоты Юнайтед» Дин вновь получил перелом пятой плюсневой кости левой стопы, выбивший его из строя до конца сезона 2017.
1 ноября 2018 года Кристиан Дин объявил о завершении футбольной карьеры.
24 апреля 2021 года Дин возобновил футбольную карьеру, подписав контракт с клубом Чемпионшипа ЮСЛ «Шарлотт Индепенденс» на сезон 2021. За «Индепенденс» дебютировал 1 мая в матче стартового тура сезона против «Тампа-Бэй Раудис».

### Международная карьера
В 2012 году, в феврале — марте, апреле и мае — июне, Дин вызывался в тренировочные лагеря сборной США до 20 лет. За последним сбором последовали товарищеские матчи со сверстниками из Уругвая и Чили: на первый матч с уругвайцами, состоявшийся 6 июня, он заявлен не был, во втором матче с уругвайцами, состоявшемся 8 июня, участие принял, выйдя в стартовом составе, в матче с чилийцами, состоявшемся 12 июня, остался на скамейке запасных. В апреле 2014 года он участвовал в тренировочном лагере сборной США до 21 года.
В 2014 и 2015 годах Дин привлекался в сборную США до 23 лет. 22 апреля 2015 года в товарищеском матче со сборной Мексики до 23 лет он забил свой первый гол за американские сборные всех уровней.
9 января 2015 года Дин получил вызов в тренировочный лагерь сборной США перед товарищескими встречами со сборными Чили 28 января и Панамы 8 февраля, но в заявку на матчи он не попал.

## Достижения
Командные
 «Ванкувер Уайткэпс»
- Победитель Первенства Канады: 2015

## Статистика выступлений
| Выступление                         | Выступление      | Выступление      | Лига | Лига | Плей-офф | Плей-офф | Кубок | Кубок | ЛЧ КОНКАКАФ | ЛЧ КОНКАКАФ | Итого | Итого |
| Клуб                                | Лига             | Сезон            | Игры | Голы | Игры     | Голы     | Игры  | Голы  | Игры        | Голы        | Игры  | Голы  |
| ----------------------------------- | ---------------- | ---------------- | ---- | ---- | -------- | -------- | ----- | ----- | ----------- | ----------- | ----- | ----- |
| Ванкувер Уайткэпс                   | MLS              | 2014             | 4    | 0    | 0        | 0        | 2     | 0     | —           | —           | 6     | 0     |
| Ванкувер Уайткэпс                   | MLS              | 2015             | 5    | 0    | 0        | 0        | 3     | 0     | 4           | 0           | 12    | 0     |
| Ванкувер Уайткэпс                   | MLS              | 2016             | 0    | 0    | —        | —        | 0     | 0     | 0           | 0           | 0     | 0     |
| Ванкувер Уайткэпс                   | MLS              | 2017             | 3    | 0    | —        | —        | —     | —     | 0           | 0           | 3     | 0     |
| Ванкувер Уайткэпс                   | Итого            | Итого            | 12   | 0    | 0        | 0        | 5     | 0     | 4           | 0           | 21    | 0     |
| Ванкувер Уайткэпс до 23 (фарм-клуб) | USL PDL          | 2014             | 3    | 0    | —        | —        | —     | —     | —           | —           | 3     | 0     |
| Ванкувер Уайткэпс до 23 (фарм-клуб) | Итого            | Итого            | 3    | 0    | —        | —        | —     | —     | —           | —           | 3     | 0     |
| Уайткэпс 2 (фарм-клуб)              | USL              | 2015             | 10   | 1    | —        | —        | —     | —     | —           | —           | 10    | 1     |
| Уайткэпс 2 (фарм-клуб)              | USL              | 2016             | 4    | 0    | —        | —        | —     | —     | —           | —           | 4     | 0     |
| Уайткэпс 2 (фарм-клуб)              | Итого            | Итого            | 14   | 1    | —        | —        | —     | —     | —           | —           | 14    | 1     |
| Чикаго Файр                         | MLS              | 2017             | 3    | 0    | 0        | 0        | —     | —     | —           | —           | 3     | 0     |
| Чикаго Файр                         | MLS              | 2018             | 2    | 0    | —        | —        | 0     | 0     | —           | —           | 2     | 0     |
| Чикаго Файр                         | Итого            | Итого            | 5    | 0    | 0        | 0        | 0     | 0     | —           | —           | 5     | 0     |
| Бирмингем Легион                    | USLC             | 2021             | 17   | 0    | 0        | 0        | —     | —     | —           | —           | 17    | 0     |
| Бирмингем Легион                    | Итого            | Итого            | 17   | 0    | 0        | 0        | —     | —     | —           | —           | 17    | 0     |
| Всего за карьеру                    | Всего за карьеру | Всего за карьеру | 51   | 1    | 0        | 0        | 5     | 0     | 4           | 0           | 60    | 1     |

Источник: Soccerway